# Torneo Apertura 2016 (México)
El Torneo Apertura 2016 fue la edición XCVI del campeonato de liga de la Primera División del fútbol mexicano; se trató del 41° torneo corto, luego del cambio en el formato de competencia, con el que se abrió la temporada 2016-2017. La principal novedad para este torneo, fue el regresó a la máxima categoría del Necaxa, después de 5 años de ausencia.
El campeón de este torneo fue Tigres al derrotar 3-0 en tanda de penales al América luego de que empataran en el global 2-2.

## Sistema de competencia
El torneo de la Liga MX, está conformado en dos partes:
- Fase de calificación: Se integra por las 17 jornadas del torneo.
- Fase final: Se integra por los partidos de cuartos de final, semifinal y final.

### Fase de clasificación
En la fase de clasificación se observará el sistema de puntos. La ubicación en la tabla general está sujeta a lo siguiente:
- Por juego ganado se obtendrán tres puntos.
- Por juego empatado se obtendrá un punto.
- Por juego perdido no se otorgan puntos.

En esta fase participan los 18 clubes de la Liga MX jugando en cada torneo todos contra todos durante las 17 jornadas respectivas, a un solo partido.
El orden de los clubes al final de la fase de calificación del torneo corresponderá a la suma de los puntos obtenidos por cada uno de ellos y se presentará en forma descendente. Si al finalizar las 17 jornadas del torneo, dos o más clubes estuviesen empatados en puntos, su posición en la tabla general será determinada atendiendo a los siguientes criterios de desempate:
1. Mejor diferencia entre los goles anotados y recibidos y goles.
2. Mayor número de goles anotados.
3. Marcadores particulares entre los clubes empatados.
4. Mayor número de goles anotados como visitante.
5. Mejor ubicado en la tabla general de cociente
6. Tabla Fair Play
7. Sorteo.

Para determinar los lugares que ocuparán los clubes que participen en la fase final del torneo se tomará como base la tabla general de clasificación.
Participan automáticamente por el título de Campeón de la Liga MX, los 8 primeros clubes de la tabla general de clasificación al término de las 17 jornadas.

### Fase final
Los ocho clubes calificados para esta fase del torneo serán reubicados de acuerdo con el lugar que ocupen en la tabla General al término de la jornada 17, con el puesto del número uno al club mejor clasificado, y así hasta el número 8. Los partidos a esta fase se desarrollarán a visita, en las siguientes etapas:
- Cuartos de final
- Semifinales
- Final

Los clubes vencedores en los partidos de cuartos de final y semifinal serán aquellos que en los dos juegos anoten el mayor número de goles. De existir empate en el número de goles anotados, la posición se definirá a favor del club con mayor cantidad de goles a favor cuando actúe como visitante.
Si una vez aplicado el criterio anterior los clubes siguieran empatados, se observará la posición de los clubes en la tabla general de clasificación.
Los partidos correspondientes a la fase final se jugarán obligatoriamente los días miércoles y sábado, y jueves y domingo eligiendo, en su caso, exclusivamente en forma descendente, los cuatro clubes mejor clasificados en la tabla general al término de la jornada 17, el día y horario de su partido como local. Los siguientes cuatro clubes podrán elegir únicamente el horario.
El club vencedor de la final y por lo tanto Campeón, será aquel que en los dos partidos anote el mayor número de goles. Si al término del tiempo reglamentario el partido está empatado, se agregarán dos tiempos extras de 15 minutos cada uno. De persistir el empate en estos periodos, se procederá a lanzar tiros penales hasta que resulte un vencedor.
Los partidos de cuartos de final se jugarán de la siguiente manera:
1.º vs 8.º

2.º vs 7.º

3.º vs 6.º

4.º vs 5.º
En las semifinales participarán los cuatro clubes vencedores de cuartos de final, reubicándolos del uno al cuatro, de acuerdo a su mejor posición en la Tabla general de clasificación al término de la jornada 17 del torneo correspondiente, enfrentándose:
1.º vs 4.º

2.º vs 3.º
Disputarán el título de Campeón del Torneo de Apertura 2016, los dos clubes vencedores de la fase semifinal correspondiente, reubicándolos del uno al dos, de acuerdo a su mejor posición en la tabla general de clasificación al término de la jornada 17 de cada Torneo.

## Equipos por Entidad Federativa
Para la temporada 2016-17, la entidad federativa de la República Mexicana con más equipos en la Primera División es la Ciudad de México con tres equipos.
| Santos Pachuca Monterrey Tigres Morelia Atlas Guadalajara Chiapas Tijuana Puebla Toluca América Cruz Azul UNAM León Veracruz Querétaro Necaxa |

| Entidad Federativa | N.º | Equipos                       |
| ------------------ | --- | ----------------------------- |
| Ciudad de México   | 3   | América, Cruz Azul y U.N.A.M. |
| Jalisco            | 2   | Atlas y Guadalajara           |
| Nuevo León         | 2   | Monterrey y U.A.N.L.          |
| Aguascalientes     | 1   | Necaxa                        |
| Baja California    | 1   | Tijuana                       |
| Coahuila           | 1   | Santos Laguna                 |
| Chiapas            | 1   | Chiapas                       |
| Estado de México   | 1   | Toluca                        |
| Guanajuato         | 1   | León                          |
| Hidalgo            | 1   | Pachuca                       |
| Michoacán          | 1   | Morelia                       |
| Puebla             | 1   | Puebla                        |
| Querétaro          | 1   | Querétaro                     |
| Veracruz           | 1   | Veracruz                      |

## Ascenso y descenso
| Pos | al Ascenso Bancomer MX |
| --- | ---------------------- |
| 18º | Dorados                |

| Pos | a la Liga Bancomer MX |
| --- | --------------------- |
| 2º  | Necaxa                |

## Información de los equipos
| Equipo        | Entrenador              | Ciudad                         | Estadio                                       | Capacidad | Fundación       | Patrocinador       | Kit          |
| ------------- | ----------------------- | ------------------------------ | --------------------------------------------- | --------- | --------------- | ------------------ | ------------ |
| América       | Ricardo La Volpe        | Ciudad de México               | Azteca                                        | 87 000    | 1916 (108 años) | Huawei             | Nike         |
| Atlas         | José G. Cruz            | Guadalajara, Jalisco           | Jalisco                                       | 56 713    | 1916 (108 años) | Wibe               | Puma         |
| Chiapas       | Sergio Bueno            | Tuxtla Gutiérrez, Chiapas      | Víctor Manuel Reyna                           | 23 508    | 2002 (22 años)  | Compartamos Banco  | Charly       |
| Cruz Azul     | Joaquín Moreno          | Ciudad de México               | Azul                                          | 36 681    | 1927 (97 años)  | Cemento Cruz Azul  | Under Armour |
| Guadalajara   | Matías Almeyda          | Guadalajara, Jalisco           | Chivas                                        | 49 850    | 1906 (118 años) | Ninguno            | Puma         |
| León          | Javier Torrente         | León, Guanajuato               | León                                          | 30 344    | 1943 (81 años)  | Telcel             | Pirma        |
| Monterrey     | Antonio Mohamed         | Monterrey, Nuevo León          | BBVA Bancomer                                 | 53 500    | 1945 (79 años)  | BBVA Bancomer      | Puma         |
| Morelia       | Enrique Meza            | Morelia, Michoacán             | Morelos                                       | 41 500    | 1950 (74 años)  | Caliente           | Pirma        |
| Necaxa        | Alfonso Sosa            | Aguascalientes, Aguascalientes | Victoria                                      | 23 933    | 1923 (101 años) | Cavall Sport       | Umbro        |
| Pachuca       | Diego Alonso            | Pachuca, Hidalgo               | Hidalgo                                       | 30 000    | 1892 (132 años) | Cementos Fortaleza | Nike         |
| Puebla        | Ricardo Valiño          | Puebla, Puebla                 | Cuauhtémoc                                    | 51 726    | 1944 (80 años)  | Caliente           | Charly       |
| Querétaro     | Víctor M. Vucetich      | Querétaro, Querétaro           | Corregidora                                   | 35 575    | 1950 (74 años)  | Banco Multiva      | Puma         |
| Santos Laguna | José Manuel de la Torre | Torreón, Coahuila              | Corona                                        | 30 000    | 1983 (41 años)  | Soriana            | Puma         |
| Tigres        | Ricardo Ferretti        | Monterrey, Nuevo León          | Universitario                                 | 43 000    | 1960 (65 años)  | Cemex              | Adidas       |
| Tijuana       | Miguel Herrera          | Tijuana, Baja California       | Caliente                                      | 27 333    | 2007 (18 años)  | Caliente           | Adidas       |
| Toluca        | Hernán Cristante        | Toluca, Estado de México       | Estadio Universitario Alberto "Chivo" Córdoba | 19 000    | 1917 (108 años) | Banamex            | Under Armour |
| Pumas UNAM    | Francisco Palencia      | Ciudad de México               | Olímpico Universitario                        | 68 954    | 1954 (70 años)  | Banamex            | Nike         |
| Veracruz      | Carlos Reinoso          | Veracruz, Veracruz             | Luis "Pirata" Fuente                          | 30 000    | 1943 (81 años)  | Electrolit         | Charly       |

Datos actualizados al 11 de septiembre de 2016.

### Cambios de entrenadores
| Equipo           | Entrenador (jornadas)                                                                               |
| ---------------- | --------------------------------------------------------------------------------------------------- |
| Santos Laguna    | Luis Zubeldía (1 - 5) José Manuel de la Torre (6 - 17)                                              |
| León             | Luis Fernando Tena (1 - 7) Javier Torrente (8 - 17)                                                 |
| América          | Ignacio Ambriz (1 - 9) Israel Hernández y Raúl Rodrigo Lara (10) Ricardo Antonio La Volpe (11 - 17) |
| Chiapas          | José Saturnino Cardozo (1 - 9) Sergio Bueno (10 - 17)                                               |
| Veracruz         | Pablo Marini (1 - 11) Juan Antonio Luna (12) Carlos Reinoso (13 - 17)                               |
| Cruz Azul        | Tomás Boy (1 - 14) Joaquín Moreno (15 - 17)                                                         |
| Monarcas Morelia | Enrique Meza (1 - 14) Roberto Hernández Ayala (15 - 17)                                             |

## Estadios
|                                                                               |                                                                                            | |  |
|                                                                               |                                                                                            | |  |
| Estadio Azteca Ciudad: Ciudad de México Capacidad: 87 000 Club: América       | Estadio Olímpico Universitario Ciudad: Ciudad de México Capacidad: 68,954 Club: Pumas UNAM | Estadio Jalisco Ciudad: Guadalajara Capacidad: 56,713 Club: Atlas                                                                                                  |  |
|                                                                               |                                                                                            | |  |
| Estadio BBVA Bancomer Ciudad: Monterrey Capacidad:53,500 Club: Monterrey      | Estadio Cuauhtémoc Ciudad: Puebla Capacidad: 51,726 Club: Puebla                           | Estadio Chivas Ciudad: Guadalajara Capacidad: 49,850 Club: Guadalajara                                                                                             |  |
|                                                                               |                                                                                            | |  |
| Estadio Universitario Ciudad: Monterrey Capacidad: 40,607 Club: Tigres UANL   | Estadio Morelos Ciudad: Morelia Capacidad: 34,794 Club: Monarcas Morelia                   | Estadio Corregidora Ciudad: Querétaro Capacidad: 34,045 Club: Querétaro                                                                                            |  |
|                                                                               |                                                                                            | |  |
| Estadio Azul Ciudad: Ciudad de México Capacidad: 33,042 Club: Cruz Azul       | Estadio León Ciudad: León Capacidad: 31,297 Club: León                                     | Estadio TSM Corona Ciudad: Torreón Capacidad: 29,327 Club: Santos Laguna                                                                                           |  |
|                                                                               |                                                                                            | |  |
| Estadio Luis "Pirata" Fuente Ciudad: Veracruz Capacidad:28,703 Club: Veracruz | Estadio Hidalgo Ciudad: Pachuca Capacidad: 25,922 Club: Pachuca                            | Estadio Víctor Manuel Reyna Ciudad: Tuxtla Gutiérrez Capacidad: 24,290 Club: Chiapas                                                                               |  |
|                                                                               |                                                                                            | |  |
| Estadio Caliente Ciudad: Tijuana Capacidad: 33,333 Club: Tijuana              | Estadio Victoria Ciudad: Aguascalientes Capacidad:23,933 Club: Necaxa                      | Estadio Universitario Alberto "Chivo" Córdoba Ciudad: Toluca Capacidad: 32,000 Club: Toluca En uso por el equipo debido a la remodelación del Estadio Nemesio Díez |  |

## Torneo Regular
El calendario de partidos se dio a conocer el 16 de junio de 2016. Calendario del Torneo Apertura 2016
Los horarios son correspondientes al Tiempo del Centro de México (UTC-6 y UTC-5 en horario de verano).
| Tijuana            | 2 - 0 | Morelia     | Caliente               | 15 de julio | 21:00 |  |  |
| Querétaro          | 2 - 0 | Veracruz    | Corregidora            | 16 de julio | 17:00 |  |  |
| Monterrey          | 1 - 1 | Puebla      | BBVA Bancomer          | 16 de julio | 19:00 |  |  |
| Atlas              | 1 - 1 | Toluca      | Jalisco                | 16 de julio | 19:00 |  |  |
| Pachuca            | 5 - 1 | León        | Hidalgo                | 16 de julio | 19:06 |  |  |
| América            | 2 - 0 | Chiapas     | Azteca                 | 16 de julio | 21:00 |  |  |
| Necaxa             | 0 - 0 | Cruz Azul   | Victoria               | 16 de julio | 21:00 |  |  |
| UNAM               | 1 - 0 | Guadalajara | Olímpico Universitario | 17 de julio | 12:00 |  |  |
| Santos Laguna      | 0 - 0 | Tigres      | Corona                 | 17 de julio | 18:00 |  |  |
| Total de goles: 17 |       |             |                        |             |       |  |  |

| Veracruz           | 2 - 0 | Santos Laguna | Luis "Pirata" Fuente | 22 de julio | 21:00 |  |  |
| Chiapas            | 0 - 2 | Pachuca       | Víctor Manuel Reyna  | 23 de julio | 17:00 |  |  |
| Cruz Azul          | 0 - 0 | UNAM          | Azul                 | 23 de julio | 17:00 |  |  |
| Tigres             | 0 - 0 | Atlas         | Universitario        | 23 de julio | 19:00 |  |  |
| Morelia            | 2 - 2 | Querétaro     | Morelos              | 23 de julio | 19:00 |  |  |
| León               | 0 - 0 | Necaxa        | León                 | 23 de julio | 19:06 |  |  |
| Guadalajara        | 1 - 0 | Monterrey     | Chivas               | 23 de julio | 21:00 |  |  |
| América            | 3 - 1 | Toluca        | Azteca               | 23 de julio | 21:00 |  |  |
| Puebla             | 3 - 2 | Tijuana       | Cuauhtémoc           | 24 de julio | 18:00 |  |  |
| Total de goles: 18 |       |               |                      |             |       |  |  |

| Tijuana            | 4 - 0 | Guadalajara | Caliente               | 29 de julio | 21:00 |  |  |
| Querétaro          | 2 - 1 | Puebla      | Corregidora            | 30 de julio | 17:00 |  |  |
| Monterrey          | 1 - 1 | Cruz Azul   | BBVA Bancomer          | 30 de julio | 19:00 |  |  |
| Atlas              | 1 - 0 | Veracruz    | Jalisco                | 30 de julio | 19:00 |  |  |
| Pachuca            | 1 - 0 | Necaxa      | Hidalgo                | 30 de julio | 19:06 |  |  |
| América            | 0 - 3 | Tigres      | Azteca                 | 30 de julio | 21:00 |  |  |
| UNAM               | 1 - 0 | León        | Olímpico Universitario | 31 de julio | 12:00 |  |  |
| Chiapas            | 1 - 0 | Toluca      | Víctor Manuel Reyna    | 31 de julio | 17:00 |  |  |
| Santos Laguna      | 2 - 4 | Morelia     | Corona                 | 31 de julio | 18:00 |  |  |
| Total de goles: 22 |       |             |                        |             |       |  |  |

| Cruz Azul          | 1 - 2 | Tijuana       | Azul                                  | 6 de agosto | 17:00 |  |  |
| Tigres             | 1 - 0 | Chiapas       | Universitario                         | 6 de agosto | 19:00 |  |  |
| Morelia            | 3 - 2 | Atlas         | Morelos                               | 6 de agosto | 19:00 |  |  |
| León               | 0 - 3 | Monterrey     | León                                  | 6 de agosto | 19:06 |  |  |
| Veracruz           | 2 - 4 | América       | Luis "Pirata" Fuente                  | 6 de agosto | 21:00 |  |  |
| Necaxa             | 2 - 2 | UNAM          | Victoria                              | 6 de agosto | 21:00 |  |  |
| Guadalajara        | 0 - 0 | Querétaro     | Chivas                                | 6 de agosto | 21:06 |  |  |
| Toluca             | 2 - 0 | Pachuca       | Universitario Alberto "Chivo" Córdoba | 7 de agosto | 12:45 |  |  |
| Puebla             | 0 - 0 | Santos Laguna | Cuauhtémoc                            | 7 de agosto | 18:00 |  |  |
| Total de goles: 24 |       |               |                                       |             |       |  |  |

| Tijuana            | 2 - 0 | León        | Caliente                              | 12 de agosto | 21:00 |  |                |
| Querétaro          | 0 - 0 | Cruz Azul   | Corregidora                           | 13 de agosto | 17:00 |  |                |
| Monterrey          | 2 - 1 | Necaxa      | BBVA Bancomer                         | 13 de agosto | 19:00 |  |                |
| Atlas              | 3 - 2 | Puebla      | Jalisco                               | 13 de agosto | 19:00 |  |                |
| Pachuca            | 3 - 0 | UNAM        | Hidalgo                               | 13 de agosto | 19:06 |  |                |
| América            | 1 - 1 | Morelia     | Azteca                                | 13 de agosto | 21:00 |  |                |
| Toluca             | 0 - 0 | Tigres      | Universitario Alberto "Chivo" Córdoba | 14 de agosto | 12:00 |  |                |
| Chiapas            | 1 - 1 | Veracruz    | Víctor Manuel Reyna                   | 14 de agosto | 17:00 |  | lnk=SKY México |
| SantosLaguna       | 0 - 1 | Guadalajara | Corona                                | 14 de agosto | 18:00 |  |                |
| Total de goles: 18 |       |             |                                       |              |       |  |                |

| Veracruz           | 2 - 2 | Toluca        | Luis "Pirata" Fuente   | 19 de agosto | 21:00 |  |  |
| Cruz Azul          | 3 - 1 | Santos Laguna | Azul                   | 20 de agosto | 17:00 |  |  |
| Tigres             | 4 - 2 | Pachuca       | Universitario          | 20 de agosto | 19:00 |  |  |
| Morelia            | 3 - 2 | Chiapas       | Morelos                | 20 de agosto | 19:00 |  |  |
| León               | 2 - 1 | Querétaro     | León                   | 20 de agosto | 19:06 |  |  |
| Necaxa             | 1 - 1 | Tijuana       | Victoria               | 20 de agosto | 21:00 |  |  |
| Guadalajara        | 2 - 2 | Atlas         | Chivas                 | 20 de agosto | 21:00 |  |  |
| UNAM               | 5 - 3 | Monterrey     | Olímpico Universitario | 21 de agosto | 12:00 |  |  |
| Puebla             | 2 - 2 | América       | Cuauhtémoc             | 21 de agosto | 18:00 |  |  |
| Total de goles: 40 |       |               |                        |              |       |  |  |

| Tijuana            | 1 - 0 | UNAM        | Caliente                              | 26 de agosto | 21:00 |  |  |
| Querétaro          | 1 - 2 | Necaxa      | Corregidora                           | 27 de agosto | 17:00 |  |  |
| Tigres             | 1 - 1 | Veracruz    | Universitario                         | 27 de agosto | 19:00 |  |  |
| Atlas              | 1 - 1 | Cruz Azul   | Jalisco                               | 27 de agosto | 19:00 |  |  |
| Pachuca            | 1 - 1 | Monterrey   | Hidalgo                               | 27 de agosto | 19:06 |  |  |
| América            | 0 - 3 | Guadalajara | Azteca                                | 27 de agosto | 21:00 |  |  |
| Toluca             | 2 - 2 | Morelia     | Universitario Alberto "Chivo" Córdoba | 28 de agosto | 12:00 |  |  |
| Chiapas            | 0 - 3 | Puebla      | Víctor Manuel Reyna                   | 28 de agosto | 17:00 |  |  |
| Santos Laguna      | 1 - 0 | León        | Corona                                | 28 de agosto | 18:00 |  |  |
| Total de goles: 21 |       |             |                                       |              |       |  |  |

| Veracruz           | 1 - 0 | Pachuca       | Luis "Pirata" Fuente   | 9 de septiembre  | 21:00 |  |  |
| Cruz Azul          | 3 - 4 | América       | Azul                   | 10 de septiembre | 17:00 |  |  |
| Monterrey          | 0 - 0 | Tijuana       | BBVA Bancomer          | 10 de septiembre | 19:00 |  |  |
| Morelia            | 0 - 2 | Tigres        | Morelos                | 10 de septiembre | 19:00 |  |  |
| León               | 4 - 1 | Atlas         | León                   | 10 de septiembre | 19:06 |  |  |
| Necaxa             | 2 - 1 | Santos Laguna | Victoria               | 10 de septiembre | 21:00 |  |  |
| Guadalajara        | 2 - 0 | Chiapas       | Chivas                 | 10 de septiembre | 21:00 |  |  |
| UNAM               | 4 - 1 | Querétaro     | Olímpico Universitario | 11 de septiembre | 12:00 |  |  |
| Puebla             | 0 - 2 | Toluca        | Cuauhtémoc             | 11 de septiembre | 18:00 |  |  |
| Total de goles: 27 |       |               |                        |                  |       |  |  |

| Veracruz           | 1 - 3 | Morelia     | Luis "Pirata" Fuente                  | 16 de septiembre | 21:00 |  |  |
| Toluca             | 2 - 1 | Guadalajara | Universitario Alberto "Chivo" Córdoba | 17 de septiembre | 16:00 |  |  |
| Querétaro          | 1 - 0 | Monterrey   | Corregidora                           | 17 de septiembre | 17:00 |  |  |
| Tigres             | 2 - 1 | Puebla      | Universitario                         | 17 de septiembre | 19:00 |  |  |
| Atlas              | 0 - 0 | Necaxa      | Jalisco                               | 17 de septiembre | 19:00 |  |  |
| Chiapas            | 0 - 3 | Cruz Azul   | Víctor Manuel Reyna                   | 17 de septiembre | 19:00 |  |  |
| Pachuca            | 2 - 2 | Tijuana     | Hidalgo                               | 17 de septiembre | 19:06 |  |  |
| América            | 0 - 2 | León        | Azteca                                | 17 de septiembre | 21:00 |  |  |
| Santos Laguna      | 3 - 1 | UNAM        | Corona                                | 18 de septiembre | 18:00 |  |  |
| Total de goles: 24 |       |             |                                       |                  |       |  |  |

| Cruz Azul          | 0 - 1 | Toluca        | Azul                   | 20 de septiembre | 19:00 |  |  |
| Morelia            | 1 - 5 | Pachuca       | Morelos                | 20 de septiembre | 19:00 |  |  |
| Guadalajara        | 0 - 1 | Tigres        | Chivas                 | 20 de septiembre | 19:00 |  |  |
| Puebla             | 3 - 2 | Veracruz      | Cuauhtémoc             | 20 de septiembre | 20:00 |  |  |
| Necaxa             | 1 - 1 | América       | Victoria               | 20 de septiembre | 21:00 |  |  |
| León               | 0 - 0 | Chiapas       | León                   | 21 de septiembre | 19:30 |  |  |
| UNAM               | 2 - 0 | Atlas         | Olímpico Universitario | 21 de septiembre | 21:00 |  |  |
| Monterrey          | 5 - 2 | Santos Laguna | BBVA Bancomer          | 21 de septiembre | 21:30 |  |  |
| Tijuana            | 2 - 1 | Querétaro     | Caliente               | 21 de septiembre | 22:00 |  |  |
| Total de goles: 27 |       |               |                        |                  |       |  |  |

| Veracruz           | 0 - 1 | Guadalajara | Luis "Pirata" Fuente                  | 23 de septiembre | 21:00 |  |  |
| Chiapas            | 2 - 2 | Necaxa      | Víctor Manuel Reyna                   | 24 de septiembre | 17:00 |  |  |
| Morelia            | 2 - 3 | Puebla      | Morelos                               | 24 de septiembre | 19:00 |  |  |
| Atlas              | 3 - 1 | Monterrey   | Jalisco                               | 24 de septiembre | 19:00 |  |  |
| Tigres             | 0 - 0 | Cruz Azul   | Universitario                         | 24 de septiembre | 19:00 |  |  |
| Pachuca            | 2 - 0 | Querétaro   | Hidalgo                               | 24 de septiembre | 19:06 |  |  |
| América            | 2 - 1 | UNAM        | Azteca                                | 24 de septiembre | 21:00 |  |  |
| Toluca             | 1 - 1 | León        | Universitario Alberto "Chivo" Córdoba | 25 de septiembre | 12:00 |  |  |
| Santos Laguna      | 1 - 2 | Tijuana     | Corona                                | 25 de septiembre | 18:00 |  |  |
| Total de goles: 24 |       |             |                                       |                  |       |  |  |

| Tijuana            | 1 - 0 | Atlas         | Caliente               | 30 de septiembre | 21:00 |  |  |
| Querétaro          | 1 - 1 | Santos Laguna | Corregidora            | 1 de octubre     | 17:00 |  |  |
| Cruz Azul          | 5 - 3 | Veracruz      | Azul                   | 1 de octubre     | 17:00 |  |  |
| Monterrey          | 1 - 1 | América       | BBVA Bancomer          | 1 de octubre     | 19:00 |  |  |
| León               | 3 - 2 | Tigres        | León                   | 1 de octubre     | 19:06 |  |  |
| Guadalajara        | 2 - 1 | Morelia       | Chivas                 | 1 de octubre     | 21:00 |  |  |
| Necaxa             | 3 - 1 | Toluca        | Victoria               | 1 de octubre     | 21:00 |  |  |
| UNAM               | 1 - 0 | Chiapas       | Olímpico Universitario | 2 de octubre     | 12:00 |  |  |
| Puebla             | 1 - 1 | Pachuca       | Cuauhtémoc             | 2 de octubre     | 18:00 |  |  |
| Total de goles: 28 |       |               |                        |                  |       |  |  |

| Veracruz           | 2 - 3 | León          | Luis "Pirata" Fuente                  | 14 de octubre | 21:00 |  |  |
| Chiapas            | 1 - 4 | Monterrey     | Víctor Manuel Reyna                   | 15 de octubre | 17:00 |  |  |
| Tigres             | 0 - 2 | Necaxa        | Universitario                         | 15 de octubre | 19:00 |  |  |
| Morelia            | 1 - 1 | Cruz Azul     | Morelos                               | 15 de octubre | 19:00 |  |  |
| Atlas              | 2 - 1 | Querétaro     | Jalisco                               | 15 de octubre | 19:00 |  |  |
| Pachuca            | 3 - 0 | Santos Laguna | Hidalgo                               | 15 de octubre | 19:06 |  |  |
| América            | 1 - 0 | Tijuana       | Azteca                                | 15 de octubre | 21:00 |  |  |
| Toluca             | 2 - 1 | UNAM          | Universitario Alberto "Chivo" Córdoba | 16 de octubre | 12:00 |  |  |
| Puebla             | 0 - 2 | Guadalajara   | Cuauhtémoc                            | 16 de octubre | 18:00 |  |  |
| Total de goles: 26 |       |               |                                       |               |       |  |  |

| Tijuana            | 2 - 0 | Chiapas  | Caliente               | 21 de octubre | 21:00 |  |  |
| Cruz Azul          | 1 - 2 | Puebla   | Azul                   | 22 de octubre | 17:00 |  |  |
| Querétaro          | 1 - 1 | América  | Corregidora            | 22 de octubre | 19:00 |  |  |
| Monterrey          | 1 - 1 | Toluca   | BBVA Bancomer          | 22 de octubre | 19:00 |  |  |
| León               | 3 - 1 | Morelia  | León                   | 22 de octubre | 21:00 |  |  |
| Necaxa             | 3 - 2 | Veracruz | Victoria               | 22 de octubre | 21:00 |  |  |
| UNAM               | 1 - 3 | Tigres   | Olímpico Universitario | 23 de octubre | 12:00 |  |  |
| Santos Laguna      | 2 - 2 | Atlas    | Corona                 | 23 de octubre | 18:00 |  |  |
| Guadalajara        | 1 - 2 | Pachuca  | Chivas                 | 23 de octubre | 20:00 |  |  |
| Total de goles: 29 |       |          |                        |               |       |  |  |

| Veracruz           | 1 - 4 | UNAM          | Luis "Pirata" Fuente                  | 28 de octubre | 21:00 |  |  |
| Chiapas            | 1 - 2 | Querétaro     | Víctor Manuel Reyna                   | 29 de octubre | 17:00 |  |  |
| Morelia            | 2 - 1 | Necaxa        | Morelos                               | 29 de octubre | 19:00 |  |  |
| Tigres             | 1 - 1 | Monterrey     | Universitario                         | 29 de octubre | 19:00 |  |  |
| Pachuca            | 3 - 2 | Atlas         | Hidalgo                               | 29 de octubre | 19:06 |  |  |
| América            | 3 - 1 | Santos Laguna | Azteca                                | 29 de octubre | 21:00 |  |  |
| Guadalajara        | 3 - 2 | Cruz Azul     | Chivas                                | 29 de octubre | 21:00 |  |  |
| Toluca             | 0 - 1 | Tijuana       | Universitario Alberto "Chivo" Córdoba | 30 de octubre | 12:00 |  |  |
| Puebla             | 2 - 2 | León          | Cuauhtémoc                            | 30 de octubre | 18:00 |  |  |
| Total de goles: 32 |       |               |                                       |               |       |  |  |

| Tijuana            | 0 - 1 | Tigres      | Caliente               | 4 de noviembre | 21:00 |  |                      |
| Cruz Azul          | 2 - 1 | Pachuca     | Azul                   | 5 de noviembre | 17:00 |  | Archivo:Logo TDN.png |
| Querétaro          | 2 - 3 | Toluca      | Corregidora            | 5 de noviembre | 17:00 |  |                      |
| Monterrey          | 4 - 0 | Veracruz    | BBVA Bancomer          | 5 de noviembre | 19:00 |  |                      |
| Atlas              | 1 - 1 | América     | Jalisco                | 5 de noviembre | 19:00 |  |                      |
| León               | 1 - 1 | Guadalajara | León                   | 5 de noviembre | 19:06 |  |                      |
| Necaxa             | 3 - 1 | Puebla      | Victoria               | 5 de noviembre | 21:00 |  | Archivo:Logo TDN.png |
| UNAM               | 1 - 1 | Morelia     | Olímpico Universitario | 6 de noviembre | 12:00 |  | Archivo:Logo TDN.png |
| Santos Laguna      | 2 - 0 | Chiapas     | Corona                 | 6 de noviembre | 18:00 |  |                      |
| Total de goles: 25 |       |             |                        |                |       |  |                      |

| Veracruz           | 2 - 1 | Tijuana       | Luis "Pirata" Fuente                  | 18 de noviembre | 21:00 |  |                      |
| Chiapas            | 1 - 0 | Atlas         | Víctor Manuel Reyna                   | 19 de noviembre | 17:00 |  |                      |
| Cruz Azul          | 2 - 3 | León          | Azul                                  | 19 de noviembre | 17:00 |  | Archivo:Logo TDN.png |
| Tigres             | 1 - 2 | Querétaro     | Universitario                         | 19 de noviembre | 19:00 |  |                      |
| Morelia            | 1 - 2 | Monterrey     | Morelos                               | 19 de noviembre | 19:00 |  |                      |
| Pachuca            | 3 - 3 | América       | Hidalgo                               | 19 de noviembre | 19:06 |  |                      |
| Guadalajara        | 1 - 1 | Necaxa        | Chivas                                | 19 de noviembre | 21:00 |  |                      |
| Toluca             | 1 - 2 | Santos Laguna | Universitario Alberto "Chivo" Córdoba | 20 de noviembre | 12:00 |  | Archivo:Logo TDN.png |
| Puebla             | 0 - 3 | UNAM          | Cuauhtémoc                            | 20 de noviembre | 18:00 |  |                      |
| Total de goles: 29 |       |               |                                       |                 |       |  |                      |

## Tabla general
| Pos. | Equipo      | Pts. | PJ | G  | E | P  | GF | GC | Dif. | Clasificación                   |
| ---- | ----------- | ---- | -- | -- | - | -- | -- | -- | ---- | ------------------------------- |
| 1    | Tijuana     | 33   | 17 | 10 | 3 | 4  | 25 | 13 | +12  | Cuartos de final de la liguilla |
| 2    | Pachuca     | 31   | 17 | 9  | 4 | 4  | 36 | 21 | +15  | Cuartos de final de la liguilla |
| 3    | Tigres (C)  | 30   | 17 | 8  | 6 | 3  | 22 | 13 | +9   | Cuartos de final de la liguilla |
| 4    | Guadalajara | 28   | 17 | 8  | 4 | 5  | 21 | 17 | +4   | Cuartos de final de la liguilla |
| 5    | América     | 28   | 17 | 7  | 7 | 3  | 29 | 26 | +3   | Cuartos de final de la liguilla |
| 6    | UNAM        | 27   | 17 | 8  | 3 | 6  | 28 | 22 | +6   | Cuartos de final de la liguilla |
| 7    | Necaxa      | 26   | 17 | 6  | 8 | 3  | 24 | 18 | +6   | Cuartos de final de la liguilla |
| 8    | León        | 26   | 17 | 7  | 5 | 5  | 25 | 25 | 0    | Cuartos de final de la liguilla |
| 9    | Monterrey   | 25   | 17 | 6  | 7 | 4  | 30 | 21 | +9   |                                 |
| 10   | Toluca      | 24   | 17 | 6  | 6 | 5  | 22 | 21 | +1   |                                 |
| 11   | Querétaro   | 20   | 17 | 5  | 5 | 7  | 20 | 24 | −4   |                                 |
| 12   | Puebla      | 20   | 17 | 5  | 5 | 7  | 25 | 30 | −5   |                                 |
| 13   | Morelia     | 20   | 17 | 5  | 5 | 7  | 28 | 34 | −6   |                                 |
| 14   | Cruz Azul   | 19   | 17 | 4  | 7 | 6  | 23 | 21 | +2   |                                 |
| 15   | Atlas       | 19   | 17 | 4  | 7 | 6  | 21 | 25 | −4   |                                 |
| 16   | Santos      | 16   | 17 | 4  | 4 | 9  | 19 | 30 | −11  |                                 |
| 17   | Veracruz    | 12   | 17 | 3  | 3 | 11 | 22 | 38 | −16  |                                 |
| 18   | Chiapas     | 9    | 17 | 2  | 3 | 12 | 10 | 32 | −22  |                                 |

 Fuente: página oficial de la competición.

Notas:
- 1.-Pumas UNAM, Monterrey, Tigres y Pachuca, participan en la Concacaf Liga Campeones 2016-17.

### Evolución de la clasificación
| Equipo / Jornada | 1  | 2  | 3  | 4  | 5  | 6  | 7  | 8  | 9  | 10 | 11 | 12 | 13 | 14 | 15 | 16 | 17 |
| ---------------- | -- | -- | -- | -- | -- | -- | -- | -- | -- | -- | -- | -- | -- | -- | -- | -- | -- |
| Tijuana          | 4  | 6  | 4  | 1  | 1  | 1  | 1  | 1  | 2  | 2  | 1  | 1  | 1  | 1  | 1  | 1  | 1  |
| Pachuca          | 1  | 1  | 1  | 2  | 2  | 2  | 2  | 6  | 4  | 3  | 3  | 3  | 2  | 2  | 2  | 2  | 2  |
| Tigres           | 13 | 12 | 6  | 4  | 4  | 3  | 3  | 2  | 1  | 1  | 2  | 2  | 3  | 3  | 3  | 3  | 3  |
| Guadalajara      | 14 | 8  | 13 | 12 | 10 | 10 | 7  | 4  | 6  | 8  | 7  | 5  | 4  | 4  | 4  | 4  | 4  |
| América          | 2  | 2  | 5  | 3  | 3  | 4  | 5  | 5  | 7  | 6  | 4  | 6  | 5  | 5  | 5  | 5  | 5  |
| Pumas UNAM       | 5  | 5  | 3  | 6  | 9  | 6  | 6  | 3  | 5  | 4  | 6  | 4  | 6  | 9  | 6  | 7  | 6  |
| Necaxa           | 11 | 11 | 15 | 14 | 16 | 15 | 14 | 10 | 11 | 11 | 12 | 8  | 8  | 6  | 7  | 6  | 7  |
| León             | 18 | 17 | 18 | 18 | 18 | 17 | 18 | 16 | 14 | 15 | 15 | 12 | 9  | 8  | 8  | 9  | 8  |
| Monterrey        | 7  | 13 | 14 | 8  | 6  | 9  | 10 | 8  | 13 | 9  | 11 | 13 | 10 | 11 | 10 | 10 | 9  |
| Toluca           | 9  | 15 | 16 | 11 | 12 | 13 | 13 | 9  | 8  | 5  | 5  | 7  | 7  | 7  | 9  | 8  | 10 |
| Querétaro        | 3  | 3  | 2  | 5  | 5  | 7  | 11 | 13 | 9  | 12 | 14 | 15 | 15 | 15 | 14 | 15 | 11 |
| Puebla           | 8  | 4  | 9  | 9  | 11 | 12 | 9  | 12 | 15 | 10 | 8  | 9  | 13 | 10 | 11 | 11 | 12 |
| Morelia          | 16 | 14 | 8  | 7  | 7  | 5  | 4  | 7  | 3  | 7  | 9  | 11 | 14 | 14 | 12 | 12 | 13 |
| Cruz Azul        | 10 | 10 | 10 | 13 | 13 | 11 | 12 | 15 | 10 | 13 | 13 | 10 | 12 | 13 | 15 | 13 | 14 |
| Atlas            | 6  | 9  | 7  | 10 | 8  | 8  | 8  | 11 | 12 | 14 | 10 | 14 | 11 | 12 | 13 | 14 | 15 |
| Santos Laguna    | 12 | 16 | 17 | 17 | 17 | 18 | 16 | 17 | 17 | 17 | 17 | 17 | 17 | 16 | 16 | 16 | 16 |
| Veracruz         | 17 | 7  | 11 | 15 | 14 | 14 | 15 | 14 | 16 | 16 | 16 | 16 | 16 | 17 | 17 | 17 | 17 |
| Chiapas          | 15 | 18 | 12 | 16 | 15 | 16 | 17 | 18 | 18 | 18 | 18 | 18 | 18 | 18 | 18 | 18 | 18 |

## Tabla de Cocientes
| Posición | Equipo        | A14 | C15 | A15 | C16 | A16 | C17 | Puntos | Juegos | Dif | Cociente |
| -------- | ------------- | --- | --- | --- | --- | --- | --- | ------ | ------ | --- | -------- |
| 1        | América       | 31  | 29  | 28  | 29  | 28  |     | 145    | 85     | 37  | 1.7058   |
| 2        | Tigres        | 31  | 29  | 28  | 24  | 30  |     | 142    | 85     | 45  | 1.6705   |
| 3        | Monterrey     | 27  | 24  | 23  | 37  | 25  |     | 136    | 85     | 24  | 1.6000   |
| 4        | Pachuca       | 25  | 25  | 21  | 30  | 31  |     | 132    | 85     | 33  | 1.5411   |
| 5        | Toluca        | 29  | 24  | 32  | 22  | 24  |     | 131    | 85     | 17  | 1.5411   |
| 6        | Pumas UNAM    | 24  | 22  | 35  | 22  | 27  |     | 130    | 85     | 23  | 1.5294   |
| 7        | Necaxa        | -   | -   | -   | -   | 26  |     | 26     | 17     | 7   | 1.5294   |
| 8        | León          | 22  | 16  | 30  | 30  | 26  |     | 124    | 85     | 7   | 1.4588   |
| 9        | Guadalajara   | 16  | 26  | 21  | 28  | 28  |     | 119    | 85     | 8   | 1.4000   |
| 10       | Tijuana       | 21  | 24  | 16  | 18  | 33  |     | 112    | 85     | -7  | 1.3176   |
| 11       | Atlas         | 31  | 28  | 17  | 14  | 19  |     | 109    | 85     | -22 | 1.2823   |
| 12       | Querétaro     | 21  | 26  | 22  | 19  | 20  |     | 108    | 85     | -6  | 1.2706   |
| 13       | Santos Laguna | 23  | 25  | 17  | 27  | 16  |     | 108    | 85     | -10 | 1.2706   |
| 14       | Cruz Azul     | 21  | 25  | 20  | 22  | 19  |     | 107    | 85     | -2  | 1.2588   |
| 15       | Puebla        | 16  | 20  | 27  | 22  | 20  |     | 105    | 85     | -13 | 1.2353   |
| 16       | Morelia       | 28  | 20  | 29  | 12  | 9   |     | 97     | 85     | -39 | 1.1529   |
| 17       | Veracruz      | 15  | 28  | 27  | 14  | 12  |     | 96     | 85     | -33 | 1.1294   |
| 18       | Chiapas       | 10  | 13  | 23  | 28  | 20  |     | 93     | 85     | -32 | 1.1058   |

|  | Desciende a la Liga de Ascenso |

## Liguilla
|  | Cuartos de final                                         | Cuartos de final                                         | Cuartos de final                                         | Cuartos de final                                         | Cuartos de final                                         |   |       | Semifinales                                                        | Semifinales                                                        | Semifinales                                                        | Semifinales                                                        | Semifinales                                                        |  |   | Final                                          | Final                                          | Final                                          | Final                                          | Final                                          |  |
|  | 23 y 24 de noviembre (ida) 26 y 27 de noviembre (vuelta) | 23 y 24 de noviembre (ida) 26 y 27 de noviembre (vuelta) | 23 y 24 de noviembre (ida) 26 y 27 de noviembre (vuelta) | 23 y 24 de noviembre (ida) 26 y 27 de noviembre (vuelta) | 23 y 24 de noviembre (ida) 26 y 27 de noviembre (vuelta) |   |       | 30 de noviembre y 1 de diciembre (ida) 3 y 4 de diciembre (vuelta) | 30 de noviembre y 1 de diciembre (ida) 3 y 4 de diciembre (vuelta) | 30 de noviembre y 1 de diciembre (ida) 3 y 4 de diciembre (vuelta) | 30 de noviembre y 1 de diciembre (ida) 3 y 4 de diciembre (vuelta) | 30 de noviembre y 1 de diciembre (ida) 3 y 4 de diciembre (vuelta) |  |   | 22 de diciembre (ida) 25 de diciembre (vuelta) | 22 de diciembre (ida) 25 de diciembre (vuelta) | 22 de diciembre (ida) 25 de diciembre (vuelta) | 22 de diciembre (ida) 25 de diciembre (vuelta) | 22 de diciembre (ida) 25 de diciembre (vuelta) |  |
|  |                                                          |                                                          |                                                          |                                                          |                                                          |   |       |                                                                    |                                                                    |                                                                    |                                                                    |                                                                    |  |   |                                                |                                                |                                                |                                                |                                                |  |
|  |                                                          |                                                          |                                                          |                                                          |                                                          |   |       |                                                                    |                                                                    |                                                                    |                                                                    |                                                                    |  |   |                                                |                                                |                                                |                                                |                                                |  |
|  | 3                                                        | Tigres                                                   | 2                                                        | 5                                                        | 7                                                        |   |       |                                                                    |                                                                    |                                                                    |                                                                    |                                                                    |  |   |                                                |                                                |                                                |                                                |                                                |  |
|  | 3                                                        | Tigres                                                   | 2                                                        | 5                                                        | 7                                                        |   |       |                                                                    |                                                                    |                                                                    |                                                                    |                                                                    |  |   |                                                |                                                |                                                |                                                |                                                |  |
|  | 6                                                        | UNAM                                                     | 2                                                        | 0                                                        | 2                                                        |   |       |                                                                    |                                                                    |                                                                    |                                                                    |                                                                    |  |   |                                                |                                                |                                                |                                                |                                                |  |
|  | 6                                                        | UNAM                                                     | 2                                                        | 0                                                        | 2                                                        |   | 3     | Tigres                                                             | 1                                                                  | 2                                                                  | 3                                                                  |                                                                    |  |   |                                                |                                                |                                                |                                                |                                                |  |
|  |                                                          |                                                          |                                                          |                                                          |                                                          |   | 3     | Tigres                                                             | 1                                                                  | 2                                                                  | 3                                                                  |                                                                    |  |   |                                                |                                                |                                                |                                                |                                                |  |
|  |                                                          |                                                          | 8                                                        | León                                                     | 0                                                        | 1 | 1     |                                                                    |                                                                    |                                                                    |                                                                    |                                                                    |  |   |                                                |                                                |                                                |                                                |                                                |  |
|  | 1                                                        | Tijuana                                                  | 8                                                        | León                                                     | 0                                                        | 1 | 1     | 0                                                                  | 3                                                                  | 3                                                                  |                                                                    |                                                                    |  |   |                                                |                                                |                                                |                                                |                                                |  |
|  | 1                                                        | Tijuana                                                  |                                                          |                                                          |                                                          |   |       |                                                                    |                                                                    | 3                                                                  |                                                                    |                                                                    |  |   |                                                |                                                |                                                |                                                |                                                |  |
|  | 8                                                        | León                                                     | 3                                                        | 2                                                        | 5                                                        |   |       |                                                                    |                                                                    |                                                                    |                                                                    |                                                                    |  |   |                                                |                                                |                                                |                                                |                                                |  |
|  | 8                                                        | León                                                     | 3                                                        | 2                                                        | 5                                                        |   |       |                                                                    |                                                                    |                                                                    |                                                                    |                                                                    |  | 3 | Tigres                                         | 1                                              | 1                                              | 2 (3)                                          |                                                |  |
|  |                                                          |                                                          |                                                          |                                                          |                                                          |   |       |                                                                    |                                                                    |                                                                    |                                                                    |                                                                    |  | 3 | Tigres                                         | 1                                              | 1                                              | 2 (3)                                          |                                                |  |
|  |                                                          |                                                          | 5                                                        | América                                                  | 1                                                        | 1 | 2 (0) |                                                                    |                                                                    |                                                                    |                                                                    |                                                                    |  |   |                                                |                                                |                                                |                                                |                                                |  |
|  | 4                                                        | Guadalajara                                              | 5                                                        | América                                                  | 1                                                        | 1 | 2 (0) | 1                                                                  | 0                                                                  | 1                                                                  |                                                                    |                                                                    |  |   |                                                |                                                |                                                |                                                |                                                |  |
|  | 4                                                        | Guadalajara                                              |                                                          |                                                          |                                                          |   |       |                                                                    |                                                                    | 1                                                                  |                                                                    |                                                                    |  |   |                                                |                                                |                                                |                                                |                                                |  |
|  | 5                                                        | América                                                  | 1                                                        | 1                                                        | 2                                                        |   |       |                                                                    |                                                                    |                                                                    |                                                                    |                                                                    |  |   |                                                |                                                |                                                |                                                |                                                |  |
|  | 5                                                        | América                                                  | 1                                                        | 1                                                        | 2                                                        |   | 5     | América                                                            | 1                                                                  | 2                                                                  | 3                                                                  |                                                                    |  |   |                                                |                                                |                                                |                                                |                                                |  |
|  |                                                          |                                                          |                                                          |                                                          |                                                          |   | 5     | América                                                            | 1                                                                  | 2                                                                  | 3                                                                  |                                                                    |  |   |                                                |                                                |                                                |                                                |                                                |  |
|  |                                                          |                                                          | 7                                                        | Necaxa                                                   | 1                                                        | 0 | 1     |                                                                    |                                                                    |                                                                    |                                                                    |                                                                    |  |   |                                                |                                                |                                                |                                                |                                                |  |
|  | 2                                                        | Pachuca                                                  | 7                                                        | Necaxa                                                   | 1                                                        | 0 | 1     | 1                                                                  | 0                                                                  | 1                                                                  |                                                                    |                                                                    |  |   |                                                |                                                |                                                |                                                |                                                |  |
|  | 2                                                        | Pachuca                                                  |                                                          |                                                          |                                                          |   |       |                                                                    |                                                                    | 1                                                                  |                                                                    |                                                                    |  |   |                                                |                                                |                                                |                                                |                                                |  |
|  | 7                                                        | Necaxa                                                   | 2                                                        | 0                                                        | 2                                                        |   |       |                                                                    |                                                                    |                                                                    |                                                                    |                                                                    |  |   |                                                |                                                |                                                |                                                |                                                |  |
|  | 7                                                        | Necaxa                                                   | 2                                                        | 0                                                        | 2                                                        |   |       |                                                                    |                                                                    |                                                                    |                                                                    |                                                                    |  |   |                                                |                                                |                                                |                                                |                                                |  |
|  |                                                          |                                                          |                                                          |                                                          |                                                          |   |       |                                                                    |                                                                    |                                                                    |                                                                    |                                                                    |  |   |                                                |                                                |                                                |                                                |                                                |  |

- Campeón y subcampeón clasifican a la Liga de Campeones de la Concacaf 2018.

### Cuartos de final

#### Tijuana - León
| 23 de noviembre de 2016, 19:30 | León                                 | 3:0 (2:0) | Tijuana | Estadio León, León                                       |                                                          |
|                                | Boselli 12' · Navarro 18' · Cano 62' | Reporte   |         | Asistencia: 19 004 espectadores Árbitro(s): Óscar Macias | Asistencia: 19 004 espectadores Árbitro(s): Óscar Macias |

| 26 de noviembre de 2016, 21:00                                      | Tijuana                                 | 3:2 (3:0) | León                     | Estadio Caliente, Tijuana                                          |                                                                    |
|                                                                     | Moreno 12' · Corona 41' · Rodríguez 42' | Reporte   | Boselli 80' · Montes 83' | Asistencia: 28 733 espectadores Árbitro(s): Luis Enrique Santander | Asistencia: 28 733 espectadores Árbitro(s): Luis Enrique Santander |
| León avanza a las semifinales, tras ganar 3:5 en el marcador global |                                         |           |                          |                                                                    |                                                                    |

#### Pachuca - Necaxa
| 24 de noviembre de 2016, 19:30 | Necaxa                   | 2:1 (1:0) | Pachuca    | Estadio Victoria, Aguascalientes                               |                                                                |
|                                | Gallegos 32' · Riaño 85' | Reporte   | Guzmán 66' | Asistencia: 16 270 espectadores Árbitro(s): Erick Yair Miranda | Asistencia: 16 270 espectadores Árbitro(s): Erick Yair Miranda |

| 27 de noviembre de 2016, 20:06                           | Pachuca | 0:0     | Necaxa | Estadio Hidalgo, Pachuca                                |                                                         |
|                                                          |         | Reporte |        | Asistencia: 26 385 espectadores Árbitro(s): César Ramos | Asistencia: 26 385 espectadores Árbitro(s): César Ramos |
| Necaxa avanza a semifinales, tras ganar 1:2 en el global |         |         |        |                                                         |                                                         |

#### Tigres - UNAM
| 23 de noviembre de 2016, 21:30 | UNAM                       | 2:2 (1:1) | Tigres             | Estadio Olímpico Universitario, Ciudad de México              |                                                               |
|                                | Barrera 34' · Martínez 66' | Reporte   | Sosa 7' · Damm 48' | Asistencia: 36 835 espectadores Árbitro(s): Jorge Isaac Rojas | Asistencia: 36 835 espectadores Árbitro(s): Jorge Isaac Rojas |

| 26 de noviembre de 2016, 19:00                                        | Tigres                                            | 5:0 (2:0) | UNAM | Estadio Universitario, Monterrey                              |                                                               |
|                                                                       | Gignac 3' 74' 79' · Verón 25' (a.g.) · Delort 88' | Reporte   |      | Asistencia: 43 469 espectadores Árbitro(s): Fernando Guerrero | Asistencia: 43 469 espectadores Árbitro(s): Fernando Guerrero |
| Tigres avanza a las semifinales, tras ganar 7:2 en el marcador global |                                                   |           |      |                                                               |                                                               |

#### Guadalajara - América
| 24 de noviembre de 2016, 21:30 | América      | 1:1 (1:1) | Guadalajara   | Estadio Azteca, Ciudad de México                            |                                                             |
|                                | da Silva 23' | Reporte   | Salcido 45+5' | Asistencia: 58 662 espectadores Árbitro(s): Paul Delgadillo | Asistencia: 58 662 espectadores Árbitro(s): Paul Delgadillo |

| 27 de noviembre de 2016, 18:06                            | Guadalajara | 0:1 (0:0) | América     | Estadio Chivas, Guadalajara                                       |                                                                   |
|                                                           |             | Reporte   | Peralta 54' | Asistencia: 44 560 espectadores Árbitro(s): Roberto García Orozco | Asistencia: 44 560 espectadores Árbitro(s): Roberto García Orozco |
| América avanza a semifinales, tras ganar 1:2 en el global |             |           |             |                                                                   |                                                                   |

### Semifinales

#### Tigres - León
| 30 de noviembre de 2016, 20:36 | León | 0:1 (0:0) | Tigres     | Estadio León, León                                          |                                                             |
|                                |      | Reporte   | Gignac 56' | Asistencia: 28 553 espectadores Árbitro(s): Paul Delgadillo | Asistencia: 28 553 espectadores Árbitro(s): Paul Delgadillo |

| 3 de diciembre de 2016, 19:00                         | Tigres                       | 2:1 (1:1) | León       | Estadio Universitario, Monterrey                        |                                                         |
|                                                       | Gignac 45+1' · Zelarayán 77' | Reporte   | Montes 15' | Asistencia: 45 523 espectadores Árbitro(s): César Ramos | Asistencia: 45 523 espectadores Árbitro(s): César Ramos |
| Tigres avanza a la final, tras ganar 3:1 en el global |                              |           |            |                                                         |                                                         |

#### América - Necaxa
| 1 de diciembre de 2016, 21:00 | Necaxa       | 1:1 (0:0) | América      | Estadio Victoria, Aguascalientes                              |                                                               |
|                               | Gallegos 62' | Reporte   | da Silva 67' | Asistencia: 26 746 espectadores Árbitro(s): Jorge Isaac Rojas | Asistencia: 26 746 espectadores Árbitro(s): Jorge Isaac Rojas |

| 4 de diciembre de 2016, 20:00                          | América                    | 2:0 (0:0) | Necaxa | Estadio Azteca, Ciudad de México                              |                                                               |
|                                                        | da Silva 73' · Peralta 83' | Reporte   |        | Asistencia: 66 534 espectadores Árbitro(s): Fernando Guerrero | Asistencia: 66 534 espectadores Árbitro(s): Fernando Guerrero |
| América avanza a la final, tras ganar 3:1 en el global |                            |           |        |                                                               |                                                               |

### Final

#### Tigres - América
| 22 de diciembre de 2016, 21:00 | América    | 1:1 (0:1) | Tigres     | Estadio Azteca, Ciudad de México                            |                                                             |
|                                | Valdez 67' |           | Gignac 44' | Asistencia: 76 000 espectadores Árbitro(s): Paul Delgadillo | Asistencia: 76 000 espectadores Árbitro(s): Paul Delgadillo |

| 25 de diciembre de 2016, 18:30 | Tigres                     | 1:1 (0:0) (t. s.)(3:0 p.)  | América                    | Estadio Universitario, Monterrey                              |                                                               |
| | Dueñas 119'                | Reporte                    | Álvarez 94'                | Asistencia: 41 615 espectadores Árbitro(s): Jorge Isaac Rojas | Asistencia: 41 615 espectadores Árbitro(s): Jorge Isaac Rojas |
| |                            | Tiros desde el punto penal |                            |                                                               |                                                               |
| | Gignac · Juninho · Pizarro |                            | da Silva · Romero · Güémez |                                                               |                                                               |
| Tigres es Campeón del Torneo Apertura 2016, tras ganar 3:0 en penales. En este partido hubo un conato de bronca, lo que provocó que ambos equipos terminaran con 9 en el partido. |                            |                            |                            |                                                               |                                                               |

#### Final - Ida
| 23    | POR   | Moisés Muñoz         |     |
| 2     | DEF   | Paolo Goltz          |     |
| 12    | DEF   | Pablo Aguilar        |     |
| 6     | DEF   | Miguel Samudio       |     |
| 18    | DEF   | Bruno Valdez         |     |
| 7     | MED   | William da Silva     |     |
| 14    | MED   | Rubens Sambueza      |     |
| 21    | MED   | José Daniel Guerrero | 45' |
| 30    | MED   | Renato Ibarra        |     |
| 11    | DEL   | Michael Arroyo       | 72' |
| 24    | DEL   | Oribe Peralta        |     |
| D. T. | D. T. | Ricardo La Volpe     |     |

| 1     | POR   | Nahuel Guzmán       |     |
| 3     | DEF   | Juninho             |     |
| 4     | DEF   | Hugo Ayala          |     |
| 29    | DEF   | Jesús Dueñas        |     |
| 6     | DEF   | Jorge Torres Nilo   |     |
| 19    | MED   | Guido Pizarro       |     |
| 8     | MED   | Lucas Zelarayán     | 64' |
| 25    | MED   | Jürgen Damm         |     |
| 20    | MED   | Javier Aquino       |     |
| 18    | DEL   | Ismael Sosa         | 91' |
| 10    | DEL   | André-Pierre Gignac | 75' |
| D. T. | D. T. | Ricardo Ferretti    |     |

| 282 | Defensa        | Edson Álvarez          | 45' |
| 31  | Centrocampista | Carlos Darwin Quintero | 72' |

| 14 | Defensa   | Iván Estrada | 64' |
| 9  | Delantero | Andy Delort  | 75' |
| 24 | Defensa   | José Rivas   | 91' |

| 67' | Bruno Valdez | 1:1 |

| 44' | André-Pierre Gignac | 0:1 |

| 11' · 37' · 82' | José Daniel Guerrero Rubens Sambueza Oribe Peralta |

| 8' · 27' · 81' | Hugo Ayala Jesús Dueñas Iván Estrada |

| Principal  | Paul Enrique Delgadillo |
| Asistentes | Marvin Torrentera       |
|            | Andrés Hernández        |
| Cuarto     | Erick Yair Miranda      |

|                    |     |     |
| Tiros              | -   | -   |
| Tiros a puerta     | 5   | 2   |
| Faltas             | 21  | 6   |
| Saques de esquina  | -   | -   |
| Penaltis           | 1   | 0   |
| Fueras de juego    | 1   | 0   |
| Posesión del balón | 50% | 50% |

| Alineación inicial |

| 23    | POR   | Moisés Muñoz         |     |
| 2     | DEF   | Paolo Goltz          |     |
| 12    | DEF   | Pablo Aguilar        |     |
| 6     | DEF   | Miguel Samudio       |     |
| 18    | DEF   | Bruno Valdez         |     |
| 7     | MED   | William da Silva     |     |
| 14    | MED   | Rubens Sambueza      |     |
| 21    | MED   | José Daniel Guerrero | 45' |
| 30    | MED   | Renato Ibarra        |     |
| 11    | DEL   | Michael Arroyo       | 72' |
| 24    | DEL   | Oribe Peralta        |     |
| D. T. | D. T. | Ricardo La Volpe     |     |

| 1     | POR   | Nahuel Guzmán       |     |
| 3     | DEF   | Juninho             |     |
| 4     | DEF   | Hugo Ayala          |     |
| 29    | DEF   | Jesús Dueñas        |     |
| 6     | DEF   | Jorge Torres Nilo   |     |
| 19    | MED   | Guido Pizarro       |     |
| 8     | MED   | Lucas Zelarayán     | 64' |
| 25    | MED   | Jürgen Damm         |     |
| 20    | MED   | Javier Aquino       |     |
| 18    | DEL   | Ismael Sosa         | 91' |
| 10    | DEL   | André-Pierre Gignac | 75' |
| D. T. | D. T. | Ricardo Ferretti    |     |

| 282 | Defensa        | Edson Álvarez          | 45' |
| 31  | Centrocampista | Carlos Darwin Quintero | 72' |

| 14 | Defensa   | Iván Estrada | 64' |
| 9  | Delantero | Andy Delort  | 75' |
| 24 | Defensa   | José Rivas   | 91' |

| 67' | Bruno Valdez | 1:1 |

| 44' | André-Pierre Gignac | 0:1 |

| 11' · 37' · 82' | José Daniel Guerrero Rubens Sambueza Oribe Peralta |

| 8' · 27' · 81' | Hugo Ayala Jesús Dueñas Iván Estrada |

| Principal  | Paul Enrique Delgadillo |
| Asistentes | Marvin Torrentera       |
|            | Andrés Hernández        |
| Cuarto     | Erick Yair Miranda      |

|                    |     |     |
| Tiros              | -   | -   |
| Tiros a puerta     | 5   | 2   |
| Faltas             | 21  | 6   |
| Saques de esquina  | -   | -   |
| Penaltis           | 1   | 0   |
| Fueras de juego    | 1   | 0   |
| Posesión del balón | 50% | 50% |

| Alineación inicial |

| 23    | POR   | Moisés Muñoz         |     |
| 2     | DEF   | Paolo Goltz          |     |
| 12    | DEF   | Pablo Aguilar        |     |
| 6     | DEF   | Miguel Samudio       |     |
| 18    | DEF   | Bruno Valdez         |     |
| 7     | MED   | William da Silva     |     |
| 14    | MED   | Rubens Sambueza      |     |
| 21    | MED   | José Daniel Guerrero | 45' |
| 30    | MED   | Renato Ibarra        |     |
| 11    | DEL   | Michael Arroyo       | 72' |
| 24    | DEL   | Oribe Peralta        |     |
| D. T. | D. T. | Ricardo La Volpe     |     |

| 1     | POR   | Nahuel Guzmán       |     |
| 3     | DEF   | Juninho             |     |
| 4     | DEF   | Hugo Ayala          |     |
| 29    | DEF   | Jesús Dueñas        |     |
| 6     | DEF   | Jorge Torres Nilo   |     |
| 19    | MED   | Guido Pizarro       |     |
| 8     | MED   | Lucas Zelarayán     | 64' |
| 25    | MED   | Jürgen Damm         |     |
| 20    | MED   | Javier Aquino       |     |
| 18    | DEL   | Ismael Sosa         | 91' |
| 10    | DEL   | André-Pierre Gignac | 75' |
| D. T. | D. T. | Ricardo Ferretti    |     |

| 282 | Defensa        | Edson Álvarez          | 45' |
| 31  | Centrocampista | Carlos Darwin Quintero | 72' |

| 14 | Defensa   | Iván Estrada | 64' |
| 9  | Delantero | Andy Delort  | 75' |
| 24 | Defensa   | José Rivas   | 91' |

| 67' | Bruno Valdez | 1:1 |

| 44' | André-Pierre Gignac | 0:1 |

| 11' · 37' · 82' | José Daniel Guerrero Rubens Sambueza Oribe Peralta |

| 8' · 27' · 81' | Hugo Ayala Jesús Dueñas Iván Estrada |

| Principal  | Paul Enrique Delgadillo |
| Asistentes | Marvin Torrentera       |
|            | Andrés Hernández        |
| Cuarto     | Erick Yair Miranda      |

|                    |     |     |
| Tiros              | -   | -   |
| Tiros a puerta     | 5   | 2   |
| Faltas             | 21  | 6   |
| Saques de esquina  | -   | -   |
| Penaltis           | 1   | 0   |
| Fueras de juego    | 1   | 0   |
| Posesión del balón | 50% | 50% |

| Alineación inicial |

| 23    | POR   | Moisés Muñoz         |     |
| 2     | DEF   | Paolo Goltz          |     |
| 12    | DEF   | Pablo Aguilar        |     |
| 6     | DEF   | Miguel Samudio       |     |
| 18    | DEF   | Bruno Valdez         |     |
| 7     | MED   | William da Silva     |     |
| 14    | MED   | Rubens Sambueza      |     |
| 21    | MED   | José Daniel Guerrero | 45' |
| 30    | MED   | Renato Ibarra        |     |
| 11    | DEL   | Michael Arroyo       | 72' |
| 24    | DEL   | Oribe Peralta        |     |
| D. T. | D. T. | Ricardo La Volpe     |     |

| 1     | POR   | Nahuel Guzmán       |     |
| 3     | DEF   | Juninho             |     |
| 4     | DEF   | Hugo Ayala          |     |
| 29    | DEF   | Jesús Dueñas        |     |
| 6     | DEF   | Jorge Torres Nilo   |     |
| 19    | MED   | Guido Pizarro       |     |
| 8     | MED   | Lucas Zelarayán     | 64' |
| 25    | MED   | Jürgen Damm         |     |
| 20    | MED   | Javier Aquino       |     |
| 18    | DEL   | Ismael Sosa         | 91' |
| 10    | DEL   | André-Pierre Gignac | 75' |
| D. T. | D. T. | Ricardo Ferretti    |     |

| 282 | Defensa        | Edson Álvarez          | 45' |
| 31  | Centrocampista | Carlos Darwin Quintero | 72' |

| 14 | Defensa   | Iván Estrada | 64' |
| 9  | Delantero | Andy Delort  | 75' |
| 24 | Defensa   | José Rivas   | 91' |

| 67' | Bruno Valdez | 1:1 |

| 44' | André-Pierre Gignac | 0:1 |

| 11' · 37' · 82' | José Daniel Guerrero Rubens Sambueza Oribe Peralta |

| 8' · 27' · 81' | Hugo Ayala Jesús Dueñas Iván Estrada |

| Principal  | Paul Enrique Delgadillo |
| Asistentes | Marvin Torrentera       |
|            | Andrés Hernández        |
| Cuarto     | Erick Yair Miranda      |

|                    |     |     |
| Tiros              | -   | -   |
| Tiros a puerta     | 5   | 2   |
| Faltas             | 21  | 6   |
| Saques de esquina  | -   | -   |
| Penaltis           | 1   | 0   |
| Fueras de juego    | 1   | 0   |
| Posesión del balón | 50% | 50% |

| Alineación inicial |

#### Final - Vuelta
| 1     | POR   | Nahuel Guzmán       |     |
| 3     | DEF   | Juninho             |     |
| 4     | DEF   | Hugo Ayala          |     |
| 14    | DEF   | Iván Estrada        | 92' |
| 6     | DEF   | Jorge Torres Nilo   |     |
| 19    | MED   | Guido Pizarro       |     |
| 29    | MED   | Jesús Dueñas        |     |
| 25    | MED   | Jürgen Damm         |     |
| 20    | MED   | Javier Aquino       | 54' |
| 18    | DEL   | Ismael Sosa         | 91' |
| 10    | DEL   | André-Pierre Gignac |     |
| D. T. | D. T. | Ricardo Ferretti    |     |

| 1     | POR   | Moisés Muñoz         |      |
| 2     | DEF   | Paolo Goltz          |      |
| 6     | DEF   | Miguel Samudio       |      |
| 12    | DEF   | Pablo Aguilar        |      |
| 18    | DEF   | Bruno Valdez         |      |
| 7     | MED   | William da Silva     |      |
| 11    | MED   | Michael Arroyo       | 107' |
| 14    | MED   | Rubens Sambueza      |      |
| 21    | MED   | José Daniel Guerrero | 83'  |
| 30    | MED   | Renato Ibarra        |      |
| 24    | DEL   | Oribe Peralta        | 78'  |
| D. T. | D. T. | Ricardo La Volpe     |      |

| 11 | Centrocampista | Damián Álvarez | 54' |
| 24 | Defensa        | José Rivas     | 91' |
| 27 | Centrocampista | Alberto Acosta | 92' |

| 9   | Delantero      | Silvio Romero | 78'  |
| 282 | Defensa        | Edson Álvarez | 83'  |
| 5   | Centrocampista | Javier Güémez | 107' |

| 119' | Jesús Dueñas | 1:1 |

| 94' | Edson Álvarez | 0:1 |

| Sí · Sí · Sí | André-Pierre Gignac Juninho Guido Pizarro | 1:0 2:0 3:0 |

| No · No · No | William da Silva Silvio Romero Javier Güémez | 1:0 2:0 3:0 |

| 21' · 67' · 100' · 105' | Guido Pizarro Jorge Torres Nilo Hugo Ayala André-Pierre Gignac |

| 34' · 51' · 59' · 91' · 105' · 117' | Bruno Valdez Rubens Sambueza Michael Arroyo Pablo Aguilar Carlos Darwin Quintero (banca) Miguel Samudio |

| 89' · 105' | Jorge Torres Nilo José Rivas |

| 101' · 105' · 105' | Rubens Sambueza Ventura Alvarado (banca) Paolo Goltz |

| Principal  | Jorge Isaac Rojas |
| Asistentes | Juan Joel Rangel  |
|            | Mario Jesús López |
| Cuarto     | Fernando Guerrero |

|                    |   |   |
| Tiros              | - | - |
| Tiros a puerta     | - | - |
| Faltas             | - | - |
| Saques de esquina  | - | - |
| Penaltis           | - | - |
| Fueras de juego    | - | - |
| Posesión del balón | % | % |

| Alineación inicial |

| 1     | POR   | Nahuel Guzmán       |     |
| 3     | DEF   | Juninho             |     |
| 4     | DEF   | Hugo Ayala          |     |
| 14    | DEF   | Iván Estrada        | 92' |
| 6     | DEF   | Jorge Torres Nilo   |     |
| 19    | MED   | Guido Pizarro       |     |
| 29    | MED   | Jesús Dueñas        |     |
| 25    | MED   | Jürgen Damm         |     |
| 20    | MED   | Javier Aquino       | 54' |
| 18    | DEL   | Ismael Sosa         | 91' |
| 10    | DEL   | André-Pierre Gignac |     |
| D. T. | D. T. | Ricardo Ferretti    |     |

| 1     | POR   | Moisés Muñoz         |      |
| 2     | DEF   | Paolo Goltz          |      |
| 6     | DEF   | Miguel Samudio       |      |
| 12    | DEF   | Pablo Aguilar        |      |
| 18    | DEF   | Bruno Valdez         |      |
| 7     | MED   | William da Silva     |      |
| 11    | MED   | Michael Arroyo       | 107' |
| 14    | MED   | Rubens Sambueza      |      |
| 21    | MED   | José Daniel Guerrero | 83'  |
| 30    | MED   | Renato Ibarra        |      |
| 24    | DEL   | Oribe Peralta        | 78'  |
| D. T. | D. T. | Ricardo La Volpe     |      |

| 11 | Centrocampista | Damián Álvarez | 54' |
| 24 | Defensa        | José Rivas     | 91' |
| 27 | Centrocampista | Alberto Acosta | 92' |

| 9   | Delantero      | Silvio Romero | 78'  |
| 282 | Defensa        | Edson Álvarez | 83'  |
| 5   | Centrocampista | Javier Güémez | 107' |

| 119' | Jesús Dueñas | 1:1 |

| 94' | Edson Álvarez | 0:1 |

| Sí · Sí · Sí | André-Pierre Gignac Juninho Guido Pizarro | 1:0 2:0 3:0 |

| No · No · No | William da Silva Silvio Romero Javier Güémez | 1:0 2:0 3:0 |

| 21' · 67' · 100' · 105' | Guido Pizarro Jorge Torres Nilo Hugo Ayala André-Pierre Gignac |

| 34' · 51' · 59' · 91' · 105' · 117' | Bruno Valdez Rubens Sambueza Michael Arroyo Pablo Aguilar Carlos Darwin Quintero (banca) Miguel Samudio |

| 89' · 105' | Jorge Torres Nilo José Rivas |

| 101' · 105' · 105' | Rubens Sambueza Ventura Alvarado (banca) Paolo Goltz |

| Principal  | Jorge Isaac Rojas |
| Asistentes | Juan Joel Rangel  |
|            | Mario Jesús López |
| Cuarto     | Fernando Guerrero |

|                    |   |   |
| Tiros              | - | - |
| Tiros a puerta     | - | - |
| Faltas             | - | - |
| Saques de esquina  | - | - |
| Penaltis           | - | - |
| Fueras de juego    | - | - |
| Posesión del balón | % | % |

| Alineación inicial |

| 1     | POR   | Nahuel Guzmán       |     |
| 3     | DEF   | Juninho             |     |
| 4     | DEF   | Hugo Ayala          |     |
| 14    | DEF   | Iván Estrada        | 92' |
| 6     | DEF   | Jorge Torres Nilo   |     |
| 19    | MED   | Guido Pizarro       |     |
| 29    | MED   | Jesús Dueñas        |     |
| 25    | MED   | Jürgen Damm         |     |
| 20    | MED   | Javier Aquino       | 54' |
| 18    | DEL   | Ismael Sosa         | 91' |
| 10    | DEL   | André-Pierre Gignac |     |
| D. T. | D. T. | Ricardo Ferretti    |     |

| 1     | POR   | Moisés Muñoz         |      |
| 2     | DEF   | Paolo Goltz          |      |
| 6     | DEF   | Miguel Samudio       |      |
| 12    | DEF   | Pablo Aguilar        |      |
| 18    | DEF   | Bruno Valdez         |      |
| 7     | MED   | William da Silva     |      |
| 11    | MED   | Michael Arroyo       | 107' |
| 14    | MED   | Rubens Sambueza      |      |
| 21    | MED   | José Daniel Guerrero | 83'  |
| 30    | MED   | Renato Ibarra        |      |
| 24    | DEL   | Oribe Peralta        | 78'  |
| D. T. | D. T. | Ricardo La Volpe     |      |

| 11 | Centrocampista | Damián Álvarez | 54' |
| 24 | Defensa        | José Rivas     | 91' |
| 27 | Centrocampista | Alberto Acosta | 92' |

| 9   | Delantero      | Silvio Romero | 78'  |
| 282 | Defensa        | Edson Álvarez | 83'  |
| 5   | Centrocampista | Javier Güémez | 107' |

| 119' | Jesús Dueñas | 1:1 |

| 94' | Edson Álvarez | 0:1 |

| Sí · Sí · Sí | André-Pierre Gignac Juninho Guido Pizarro | 1:0 2:0 3:0 |

| No · No · No | William da Silva Silvio Romero Javier Güémez | 1:0 2:0 3:0 |

| 21' · 67' · 100' · 105' | Guido Pizarro Jorge Torres Nilo Hugo Ayala André-Pierre Gignac |

| 34' · 51' · 59' · 91' · 105' · 117' | Bruno Valdez Rubens Sambueza Michael Arroyo Pablo Aguilar Carlos Darwin Quintero (banca) Miguel Samudio |

| 89' · 105' | Jorge Torres Nilo José Rivas |

| 101' · 105' · 105' | Rubens Sambueza Ventura Alvarado (banca) Paolo Goltz |

| Principal  | Jorge Isaac Rojas |
| Asistentes | Juan Joel Rangel  |
|            | Mario Jesús López |
| Cuarto     | Fernando Guerrero |

|                    |   |   |
| Tiros              | - | - |
| Tiros a puerta     | - | - |
| Faltas             | - | - |
| Saques de esquina  | - | - |
| Penaltis           | - | - |
| Fueras de juego    | - | - |
| Posesión del balón | % | % |

| Alineación inicial |

| 1     | POR   | Nahuel Guzmán       |     |
| 3     | DEF   | Juninho             |     |
| 4     | DEF   | Hugo Ayala          |     |
| 14    | DEF   | Iván Estrada        | 92' |
| 6     | DEF   | Jorge Torres Nilo   |     |
| 19    | MED   | Guido Pizarro       |     |
| 29    | MED   | Jesús Dueñas        |     |
| 25    | MED   | Jürgen Damm         |     |
| 20    | MED   | Javier Aquino       | 54' |
| 18    | DEL   | Ismael Sosa         | 91' |
| 10    | DEL   | André-Pierre Gignac |     |
| D. T. | D. T. | Ricardo Ferretti    |     |

| 1     | POR   | Moisés Muñoz         |      |
| 2     | DEF   | Paolo Goltz          |      |
| 6     | DEF   | Miguel Samudio       |      |
| 12    | DEF   | Pablo Aguilar        |      |
| 18    | DEF   | Bruno Valdez         |      |
| 7     | MED   | William da Silva     |      |
| 11    | MED   | Michael Arroyo       | 107' |
| 14    | MED   | Rubens Sambueza      |      |
| 21    | MED   | José Daniel Guerrero | 83'  |
| 30    | MED   | Renato Ibarra        |      |
| 24    | DEL   | Oribe Peralta        | 78'  |
| D. T. | D. T. | Ricardo La Volpe     |      |

| 11 | Centrocampista | Damián Álvarez | 54' |
| 24 | Defensa        | José Rivas     | 91' |
| 27 | Centrocampista | Alberto Acosta | 92' |

| 9   | Delantero      | Silvio Romero | 78'  |
| 282 | Defensa        | Edson Álvarez | 83'  |
| 5   | Centrocampista | Javier Güémez | 107' |

| 119' | Jesús Dueñas | 1:1 |

| 94' | Edson Álvarez | 0:1 |

| Sí · Sí · Sí | André-Pierre Gignac Juninho Guido Pizarro | 1:0 2:0 3:0 |

| No · No · No | William da Silva Silvio Romero Javier Güémez | 1:0 2:0 3:0 |

| 21' · 67' · 100' · 105' | Guido Pizarro Jorge Torres Nilo Hugo Ayala André-Pierre Gignac |

| 34' · 51' · 59' · 91' · 105' · 117' | Bruno Valdez Rubens Sambueza Michael Arroyo Pablo Aguilar Carlos Darwin Quintero (banca) Miguel Samudio |

| 89' · 105' | Jorge Torres Nilo José Rivas |

| 101' · 105' · 105' | Rubens Sambueza Ventura Alvarado (banca) Paolo Goltz |

| Principal  | Jorge Isaac Rojas |
| Asistentes | Juan Joel Rangel  |
|            | Mario Jesús López |
| Cuarto     | Fernando Guerrero |

|                    |   |   |
| Tiros              | - | - |
| Tiros a puerta     | - | - |
| Faltas             | - | - |
| Saques de esquina  | - | - |
| Penaltis           | - | - |
| Fueras de juego    | - | - |
| Posesión del balón | % | % |

| Alineación inicial |

| Campeón Apertura 2016 |
| --------------------- |
|                       |
| Tigres                |
| 5.º Título            |

## Estadísticas

### Máximos goleadores
Lista con los máximos goleadores del torneo, * Datos según la página oficial.
|     | Posición | Jugador            | Equipo           | Goles | Penal | Minutos |
| --- | -------- | ------------------ | ---------------- | ----- | ----- | ------- |
| 1.º | DEL      | Raul Ruidíaz       | Morelia          | 11    | 0     | 1222    |
| 1.º | DEL      | Dayro Moreno       | Tijuana          | 11    | 4     | 1390    |
| 3.º | DEL      | Silvio Romero      | América          | 10    | 1     | 1168    |
| 3.º | DEL      | Rogelio Funes Mori | Monterrey        | 10    | 0     | 1241    |
| 3.º | DEL      | Mauro Boselli      | León             | 10    | 3     | 1319    |
| 6.º | DEL      | Franco Jara        | Pachuca          | 9     | 4     | 886     |
| 6.º | DEL      | Edson Puch         | Necaxa           | 9     | 3     | 1387    |
| 8.º | DEL      | Matías Alustiza    | Puebla           | 8     | 3     | 1061    |
| 9.º | DEL      | Camilo Sanvezzo    | Querétaro        | 7     | 2     | 811     |
| 9.º | DEL      | Fernando Uribe     | Deportivo Toluca | 7     | 0     | 966     |
| 9.º | MED      | Hirving Lozano     | Pachuca          | 7     | 1     | 1019    |
| 9.º | DEL      | Ismael Sosa        | Tigres           | 7     | 0     | 1422    |

### Hat-Trickso más
| Jugador             | Equipo     | Adversario    | Resultado | Goles         | Fecha            |
| ------------------- | ---------- | ------------- | --------- | ------------- | ---------------- |
| Oribe Peralta       | América    | Toluca        | 3 - 1     | 15' 49' 65'   | 24 de julio      |
| Raúl Ruidíaz        | Morelia    | Santos Laguna | 2 - 4     | 42' 52' 79'   | 31 de julio      |
| Rogelio Funes Mori  | Monterrey  | León          | 0 - 3     | 7' 66' 91'    | 6 de agosto      |
| Matías Britos       | Pumas UNAM | Monterrey     | 5 - 3     | 16' 19' 32'   | 21 de agosto     |
| Álvaro Navarro      | Puebla     | Morelia       | 2 - 3     | 81' 82' 90+3' | 24 de septiembre |
| André-Pierre Gignac | Tigres     | Pumas UNAM    | 5 - 0     | 11' 29' 45'   | 26 de noviembre  |

### Clasificación juego limpio
- Datos según la página oficial.

| Lugar                                | Club                                 | Tarjeta amarilla | Segunda tarjeta amarilla y expulsión · Segunda tarjeta amarilla y expulsión | Tarjeta roja directa | Puntos   |
| ------------------------------------ | ------------------------------------ | ---------------- | --------------------------------------------------------------------------- | -------------------- | -------- |
| 1                                    | Chiapas                              | 3                | 0                                                                           | 0                    | 3        |
| 2                                    | Tigres                               | 4                | 0                                                                           | 0                    | 4        |
| 3                                    | América                              | 7                | 0                                                                           | 0                    | 7        |
| 3                                    | León                                 | 7                | 0                                                                           | 0                    | 7        |
| 3                                    | Puebla                               | 4                | 0                                                                           | 1                    | 7        |
| 3                                    | Atlas                                | 4                | 0                                                                           | 1                    | 7        |
| 7                                    | Tijuana                              | 8                | 0                                                                           | 0                    | 8        |
| 7                                    | Pachuca                              | 8                | 0                                                                           | 0                    | 8        |
| 7                                    | Monterrey                            | 5                | 0                                                                           | 1                    | 8        |
| 7                                    | Toluca                               | 8                | 0                                                                           | 0                    | 8        |
| 7                                    | Necaxa                               | 8                | 0                                                                           | 0                    | 8        |
| 12                                   | Cruz Azul                            | 6                | 0                                                                           | 1                    | 9        |
| 12                                   | Morelia                              | 9                | 0                                                                           | 0                    | 9        |
| 12                                   | Santos Laguna                        | 9                | 0                                                                           | 0                    | 9        |
| 12                                   | Veracruz                             | 6                | 0                                                                           | 1                    | 9        |
| 16                                   | Guadalajara                          | 4                | 0                                                                           | 2                    | 10       |
| 17                                   | Querétaro                            | 9                | 0                                                                           | 1                    | 12       |
| 18                                   | UNAM                                 | 10               | 0                                                                           | 1                    | 13       |
| Primera Tarjeta Amarilla             | Primera Tarjeta Amarilla             | 1 punto          | 1 punto                                                                     | 1 punto              | 1 punto  |
| Segunda Tarjeta Amarilla y Expulsión | Segunda Tarjeta Amarilla y Expulsión | 3 puntos         | 3 puntos                                                                    | 3 puntos             | 3 puntos |
| Tarjeta Roja Directa                 | Tarjeta Roja Directa                 | 3 Puntos         | 3 Puntos                                                                    | 3 Puntos             | 3 Puntos |

### Anotaciones

#### Torneo Regular
- Primer gol de la temporada: Anotado por Dayro Moreno (45+1') entre Tijuana y Morelia (Jornada 1)

- Gol N° 100° de la temporada: Anotado por Juan Pérez (minuto 37)  entre Veracruz y Toluca (Jornada 6)

- Gol N° 200° de la temporada: Anotado por Matías Alustiza (minuto 63') entre Tigres y Puebla.

- Gol N° 300° de la temporada: Anotado por Rogelio Funes Mori (minuto 59') entre Jaguares y Monterrey.

- Último gol de la temporada: Anotado por Pablo Barrera (minuto 80) entre Puebla y Pumas UNAM(Jornada 17)

- Gol más rápido: Anotado por Carlos Esquivel (21 segundos) entre Toluca y Pachuca (Jornada 4)

- Gol más tardío: Anotado por Ismael Sosa (minuto 90+3) entre América y Tigres (Jornada 3)

- Mayor número de goles marcados en un partido: 8 goles 
- Pumas UNAM 5–3 Monterrey (Jornada 6)
- Cruz Azul 5–3 Veracruz (Jornada 12)

- Mayor victoria de local:
- Pachuca 5–1 León (Jornada 1)
- Monterrey 4–0 Veracruz (Jornada 16)

- Mayor victoria de visita:
- Morelia 1–5 Pachuca (Jornada 10)

- Partido con más penales a favor de un equipo: Morelia vs. Pachuca (Jornada 10), (3 penales a favor de Pachuca, los tres anotados).

#### Liguilla
- Primer gol: Anotado por Mauro Boselli (minuto 11) entre León y Tijuana.
- Último gol: Anotado por Jesús Dueñas (minuto 118) entre Tigres  y América.
- Gol más rápido: Anotado por André-Pierre Gignac (minuto 3) entre Tigres y Pumas UNAM.
- Gol más tardío: Anotado por Jesús Dueñas (minuto 118) entre Tigres y América.
- Total de goles: 35 goles.
- Goleador:  André-Pierre Gignac de Tigres (7 goles)

### Rachas
«Actualizado a la jornada 12»
- Mayor racha ganadora: 3 partidos. (Pachuca), (Tijuana), (Tigres), (Toluca)
- Mayor racha invicta: 11 partidos. (Tigres)
- Mayor racha imbatida: 5 partidos. (Tigres)
- Mayor racha anotando: 7 partidos. (Tijuana), (Veracruz)
- Mayor racha sin anotar: 4 partidos. (León)
- Mayor racha perdiendo: 4 partidos. (Chiapas)
- Mayor racha sin ganar: 8 partidos. (Chiapas)*

* Aún activa.

### Asistencia
Lista con la asistencia del Liga Bancomer MX, * Datos según la página oficial de la competición.
| 1  | 268,579 | 29,842 | 69.81 % | Monterrey vs Puebla (48,071)    | Necaxa vs Cruz Azul (21,525)   | Asistencia J1  |
| 2  | 224,255 | 24,917 | 60.83 % | Tigres vs Atlas (40,607)        | Puebla vs Tijuana (14,137)     | Asistencia J2  |
| 3  | 267,064 | 29,673 | 69.34 % | Monterrey vs Cruz Azul (50,093) | Querétaro vs Puebla (20,349)   | Asistencia J3  |
| 4  | 212,493 | 23,610 | 71.66 % | Tigres vs Chiapas (40,607)      | Puebla vs Santos (11,809)      | Asistencia J4  |
| 5  | 257,066 | 28,564 | 76.28 % | Monterrey vs Necaxa (49,892)    | Santos vs Guadalajara (21,754) | Asistencia J5  |
| 6  | 217,458 | 24,162 | 63.09 % | Tigres vs Pachuca (40,607)      | Cruz Azul vs Santos (11,890)   | Asistencia J6  |
| 7  | 265,264 | 29,473 | 81.30 % | América vs Guadalajara (61,531) | Toluca vs Morelia (17,140)     | Asistencia J7  |
| 8  | 224,985 | 24,998 | 63.30 % | Monterrey vs Tijuana (50,045)   | Puebla vs Toluca (12,782)      | Asistencia J8  |
| 9  | 233,565 | 25,951 | 70.88 % | América vs León (42,981)        | Veracruz vs Morelia (16,321)   | Asistencia J9  |
| 10 | 233,565 | 25,951 | 70.88 % | Monterrey vs Santos (48,430)    | UNAM vs Atlas (15,000)         | Asistencia J10 |
| 11 | 233,565 | 25,951 | 70.88 % | América vs UNAM(42,981)         | Toluca vs León (16,669)        | Asistencia J11 |
| 12 | 221,135 | 24,570 | 62.80 % | Monterrey vs América (51,348)   | Cruz Azul vs Veracruz (11,788) | Asistencia J12 |
| 13 | 241,690 | 26,854 | 69.50 % | América vs Tijuana (49,640)     | Veracruz vs León (14,547)      | Asistencia J13 |
| 14 | 222,051 | 24,672 | 66.50 % | Monterrey vs Toluca (40,966)    | Cruz Azul vs Puebla (9,767)    | Asistencia J14 |
| 15 | 206,481 | 22,942 | 60.90 % | Tigres vs Monterrey (40,607)    | Chiapas vs Querétaro (8,672)   | Asistencia J15 |
| 16 | 233,578 | 25,953 | 60.50 % | Monterrey vs Veracruz (48,114)  | Necaxa vs Puebla (12,980)      | Asistencia J16 |
| 17 | 233,578 | 25,953 | 60.50 % | Tigres vs Querétaro (40,607)    | Cruz Azul vs León (10,573)     | Asistencia J17 |

## Once ideal del Apertura 2016
Alineación:
| Once Ideal Apertura 2016 | Once Ideal Apertura 2016 | Once Ideal Apertura 2016 | Once Ideal Apertura 2016 | Once Ideal Apertura 2016 | Once Ideal Apertura 2016 | Once Ideal Apertura 2016 | Once Ideal Apertura 2016 | Once Ideal Apertura 2016 | Once Ideal Apertura 2016 | Once Ideal Apertura 2016 | Once Ideal Apertura 2016 |
| ------------------------ | ------------------------ | ------------------------ | ------------------------ | ------------------------ | ------------------------ | ------------------------ | ------------------------ | ------------------------ | ------------------------ | ------------------------ | ------------------------ |

| \| N.º \| Pos. \| Nac. \| Jugador \| Equipo \| \| ----------------------------------- \| ---- \| ---- \| ----------------- \| ------- \| \| 1 \| POR \| \| Nahuel Guzmán \| Tigres \| \| 29 \| LTD \| \| Jesús Dueñas \| Tigres \| \| 3 \| DCT \| \| Juninho \| Tigres \| \| 12 \| DCT \| \| Pablo Aguilar \| América \| \| 6 \| LTI \| \| Jorge Torres Nilo \| Tigres \| \| 5 \| MED \| \| Guido Rodríguez \| Tijuana \| \| 19 \| MED \| \| Guido Pizarro \| Tigres \| \| 22 \| MED \| \| Edson Puch \| Necaxa \| \| 8 \| MED \| \| Hirving Lozano \| Pachuca \| \| 17 \| DEL \| \| Dayro Moreno \| Tijuana \| \| 9 \| DEL \| \| Raúl Ruidíaz \| Morelia \| \| DT \| DT \| \| Ricardo Ferretti \| Tigres \| \| Fuente: Revista Liga Bancomer MX[4] \| \| \| \| \| | Guzmán Dueñas Juninho Aguilar Torres Rodríguez Pizarro Lozano Puch Moreno Ruidíaz |                      |                   |         |
| N.º | Pos.                                                                              | Nac.                 | Jugador           | Equipo  |
| 1 | POR                                                                               | Bandera de Argentina | Nahuel Guzmán     | Tigres  |
| 29 | LTD                                                                               | Bandera de México    | Jesús Dueñas      | Tigres  |
| 3 | DCT                                                                               | Bandera de Brasil    | Juninho           | Tigres  |
| 12 | DCT                                                                               | Bandera de Paraguay  | Pablo Aguilar     | América |
| 6 | LTI                                                                               | Bandera de México    | Jorge Torres Nilo | Tigres  |
| 5 | MED                                                                               | Bandera de Argentina | Guido Rodríguez   | Tijuana |
| 19 | MED                                                                               | Bandera de Argentina | Guido Pizarro     | Tigres  |
| 22 | MED                                                                               | Bandera de Chile     | Edson Puch        | Necaxa  |
| 8 | MED                                                                               | Bandera de México    | Hirving Lozano    | Pachuca |
| 17 | DEL                                                                               | Bandera de Colombia  | Dayro Moreno      | Tijuana |
| 9 | DEL                                                                               | Bandera de Perú      | Raúl Ruidíaz      | Morelia |
| DT | DT                                                                                | Bandera de Brasil    | Ricardo Ferretti  | Tigres  |
| Fuente: Revista Liga Bancomer MX |                                                                                   |                      |                   |         |

## Árbitros
Lista de árbitros del Torneo Apertura 2016, * Datos según la página oficial de la Comisión de Árbitros.
| Árbitros                | Árbitros asistentes       |
| ----------------------- | ------------------------- |
| León Vicente Barajas    | Jimmy Acosta              |
| Francisco Chacón        | Alejandro Ayala           |
| Miguel Ángel Chacón     | José De Jesús Baños       |
| Paul Enrique Delgadillo | José Luis Camargo         |
| Adonaí Escobedo         | Miguel Ángel Chúa         |
| Miguel Ángel Flores     | Jorge Gerardo Dávila      |
| Eduardo Galván          | Christian Kiabek Espinosa |
| Roberto García          | Igor Itzvan Flores        |
| Fernando Guerrero       | Andrés Hernández          |
| Fernando Hernández      | Pablo Hernández           |
| Oscar Macías            | Miguel Ángel Hernández    |
| Erick Yair Miranda      | Mario Jesús López         |
| Diego Montaño           | José Alfedo López         |
| Marco Antonio Ortíz     | José Ibrahim Martínez     |
| José Alfredo Peñaloza   | Michel Alejandro Morales  |
| Jorge Antonio Pérez     | Alberto Morín             |
| César Arturo Ramos      | Marcos Quintero           |
| Roberto Ríos            | Juan Joel Rangel          |
| Jorge Isaac Rojas       | Salvador Rodríguez        |
| Luis Enrique Santander  | Victor Hugo Romero        |
|                         | Telly Salvador Saldívar   |
|                         | Juan Carlos Salinas       |
|                         | José Santana              |
|                         | Javier Santacruz          |
|                         | Israel Valenciano         |

## Nota
1. ↑  El partido inició 24 horas después, debido a la contigencia por la Tormenta Tropical "Earl"